# Zeilen op de Olympische Zomerspelen 2012 – Elliott 6m vrouwen
De Elliott 6m bij de vrouwen tijdens de Olympische Zomerspelen 2012 was een zeilonderdeel dat gehouden werd van 29 juli tot en met 11 augustus. Er werd gezeild voor de kust van Weymouth and Portland en bij de National Sailing Academy van Weymouth en Portland. Het onderdeel werd gewonnen door de Spaanse boot voor de Australische boot die het zilver pakte. Het brons werd gewonnen door de boot van Finland. De Nederlandse boot eindigde op de achtste plaats.

## Informatie

### Schema
| Datum                                                                     | Race          |
| ------------------------------------------------------------------------- | ------------- |
| 29 juli 2012 30 juli 2012 1 augustus 2012 2 augustus 2012 4 augustus 2012 | Groepsfase    |
| 8 augustus 2012                                                           | Kwartfinale   |
| 9 augustus 2012                                                           | 5 t/m 8       |
| 10 augustus 2012                                                          | Halve finales |
| 11 augustus 2012                                                          | Finales       |

### Historie
Het onderdeel stond bij de vrouwen voor het eerst op het programma. Daarom heeft het onderdeel geen Olympische geschiedenis. De Elliott 6m verving de Yngling-klasse bij de vrouwen, waarin in 2008 gestreden werd om medailles.

### Opzet
Alle twaalf deelnemende teams moesten eerst een groepsfase doorstaan. Hierin werd tegen ieder land eenmaal gestreden. De top acht ging door naar de knock-outfase van het toernooi. In de knock-outfase streden de teams in een best of vijf serie tegen een ander team om doorgang te vinden naar de volgende ronde van het schema. De verliezers van de kwartfinale streden daarna om de plekken acht tot en met vijf. De verliezers van de halve finale streden tegen elkaar om de bronzen medaille.

### Deelnemers
| Team             | Zeilsters                                                  |
| ---------------- | ---------------------------------------------------------- |
| Australië        | Olivia Price, Nina Curtis, Lucinda Whitty                  |
| Denemarken       | Lotte Meldegaard Pedersen, Susanne Boidin, Tina Gramkov    |
| Finland          | Silja Lehtinen, Silja Kanerva, Mikaela Wulff               |
| Frankrijk        | Claire Leroy, Elodie Bertrand, Marie Riou                  |
| Groot-Brittannië | Lucy MacGregor, Annie Lush, Kate MacGregor                 |
| Nederland        | Renee Groeneveld, Annemieke Bes, Marcelien Bos de Koning   |
| Nieuw-Zeeland    | Stephanie Hazard, Jenna Hansen, Susannah Pyatt             |
| Portugal         | Rita Gonçalves, Mariana Lobato, Diana Neves                |
| Rusland          | Ekaterina Skudina, Elena Oblova, Elena Syuzeva             |
| Spanje           | Támara Echegoyen, Ángela Pumariega, Sofía Toro             |
| Zweden           | Anna Kjellberg, Malin Källström, Lotta Harrysson           |
| Verenigde Staten | Anna Tunnicliffe, Deborah Capozzi, Molly O'Bryan Vandemoer |

## Uitslag

### Groepsfase
| Team             | AUS  | DEN | FIN      | FRA     | GBR     | NED     | NZL  | POR  | RUS  | ESP     | SWE | USA |
| ---------------- | ---- | --- | -------- | ------- | ------- | ------- | ---- | ---- | ---- | ------- | --- | --- |
| Australië        | —    | 1—0 | 1—0      | 1—0     | 1—0     | 1—0     | 1—0  | 1—0  | 1—−1 | 1—0     | 1—0 | 1—0 |
| Denemarken       | 0—1  | —   | 0—1      | 0—1 DNF | 0—1     | 1—0     | 0—1  | 1—0  | 0—1  | 0—1     | 1—0 | 0—1 |
| Finland          | 0—1  | 1—0 | —        | 1—0     | 0—1     | 0—1     | 1—0  | 1—01 | 0—1  | 1—0     | 1—0 | 0—1 |
| Frankrijk        | 0—1  | 1—0 | 0—1      | —       | 0—1     | 1—0     | 1—0  | 1—0  | 1—0  | 0—1     | 1—0 | 0—1 |
| Groot-Brittannië | 0—1  | 1—0 | 1—0      | 1—0     | —       | 0—1     | 0—1  | 1—0  | 0—1  | 0—1     | 1—0 | 0—1 |
| Nederland        | 0—1  | 0—1 | 1—0      | 0—1 DSQ | 1—0     | —       | 1—02 | 1—0  | 0—1  | 0—1 DNF | 0—1 | 0—1 |
| Nieuw-Zeeland    | 0—1  | 1—0 | 0—1      | 0—1     | 1—0     | 0—12    | —    | 1—0  | 0—1  | 0—1     | 1—0 | 0—1 |
| Portugal         | 0—1  | 0—1 | 0—11 DNF | 0—1     | 0—1 DNF | 0—1 DNF | 0—1  | —    | 0—1  | 0—1     | 1—0 | 0—1 |
| Rusland          | −1—1 | 1—0 | 1—0      | 0—1     | 1—0     | 1—0     | 1—0  | 1—0  | —    | 1—0     | 1—0 | 1—0 |
| Spanje           | 0—1  | 1—0 | 0—1      | 1—0     | 1—0     | 1—0     | 1—0  | 1—0  | 0—1  | —       | 1—0 | 1—0 |
| Zweden           | 0—1  | 0—1 | 0—1      | 0—1     | 0—1     | 1—0     | 0—1  | 0—1  | 0—1  | 0—1     | —   | 0—1 |
| Verenigde Staten | 0—1  | 1—0 | 1—0      | 1—0     | 1—0     | 1—0     | 1—0  | 1—0  | 0—1  | 0—1     | 1—0 | —   |

| Afkortingen DSQ; Gediskwalificeerd (Engels: Disqualified) DNF; Niet gefinisht (Engels: Did Not Finish) | 1 De eerste race tussen Finland en Portugal werd gewonnen door Finland. Portugal ging echter in beroep en kreeg gelijk waardoor de race opnieuw werd gedaan. Ook de tweede race werd uiteindelijk door Finland gewonnen. 2 Nederland ging door ten koste van Nieuw-Zeeland omdat Nederland de onderlinge wedstrijd had gewonnen. |

| Team             | R  | W  | D | L  | Pts |
| ---------------- | -- | -- | - | -- | --- |
| Australië        | 11 | 11 | 0 | 0  | 11  |
| Rusland          | 11 | 9  | 0 | 2  | 8   |
| Spanje           | 11 | 8  | 0 | 3  | 8   |
| Verenigde Staten | 11 | 8  | 0 | 3  | 8   |
| Finland          | 11 | 6  | 0 | 5  | 6   |
| Frankrijk        | 11 | 6  | 0 | 5  | 6   |
| Groot-Brittannië | 11 | 5  | 0 | 6  | 5   |
| Nederland        | 11 | 4  | 0 | 7  | 42  |
| Nieuw-Zeeland    | 11 | 4  | 0 | 7  | 42  |
| Denemarken       | 11 | 3  | 0 | 8  | 3   |
| Portugal         | 11 | 1  | 0 | 10 | 1   |
| Zweden           | 11 | 1  | 0 | 10 | 1   |

### Knock-outfase
|  | kwartfinale (best of vijf) | kwartfinale (best of vijf) | kwartfinale (best of vijf) |        |                   | halve finale (best of drie)1 | halve finale (best of drie)1 | halve finale (best of drie)1 |              |              | finale (best of vijf) | finale (best of vijf) | finale (best of vijf) |
|  |                            |                            |                            |        |                   |                              |                              |                              |              |              |                       |                       |                       |
|  | 1                          | Australië                  | 3                          |        |                   |                              |                              |                              |              |              |                       |                       |                       |
|  | 8                          | Nederland2                 | 1                          |        |                   |                              |                              |                              |              |              |                       |                       |                       |
|  | 8                          | Nederland2                 | 1                          |        | 1                 | Australië                    | 2                            |                              |              |              |                       |                       |                       |
|  |                            |                            |                            |        | 1                 | Australië                    | 2                            |                              |              |              |                       |                       |                       |
|  |                            | 5                          | Finland                    | 1      |                   |                              |                              |                              |              |              |                       |                       |                       |
|  | 5                          | 5                          | Finland                    | 1      | Finland           | 3                            |                              |                              |              |              |                       |                       |                       |
|  | 5                          |                            |                            |        | Finland           | 3                            |                              |                              |              |              |                       |                       |                       |
|  | 4                          | Verenigde Staten2          | 1                          |        |                   |                              |                              |                              |              |              |                       |                       |                       |
|  |                            |                            |                            |        |                   |                              |                              |                              |              |              | 1                     | Australië             | 2                     |
|  |                            |                            | 3                          | Spanje | 3                 |                              |                              |                              |              |              |                       |                       |                       |
|  | 3                          | Spanje                     | 3                          |        |                   |                              |                              |                              |              |              |                       |                       |                       |
|  | 6                          | Frankrijk2                 | 0                          |        |                   |                              |                              |                              |              |              |                       |                       |                       |
|  | 6                          | Frankrijk2                 | 0                          |        | 3                 | Spanje                       | 2                            |                              | derde plaats | derde plaats | derde plaats          | derde plaats          |                       |
|  |                            |                            |                            |        | 3                 | Spanje                       | 2                            |                              | derde plaats | derde plaats | derde plaats          | derde plaats          |                       |
|  |                            | 2                          | Rusland                    | 1      |                   |                              |                              |                              |              |              |                       |                       |                       |
|  | 7                          | 2                          | Rusland                    | 1      | Groot-Brittannië2 | 2                            |                              |                              |              |              |                       |                       |                       |
|  | 7                          |                            |                            |        |                   |                              |                              | 5                            | Finland      | 3            |                       |                       |                       |
|  | 2                          | Rusland                    | 3                          |        |                   |                              |                              | 5                            | Finland      | 3            |                       |                       |                       |
|  |                            |                            |                            |        |                   |                              | 2                            | Rusland                      | 1            |              |                       |                       |                       |
|  |                            |                            |                            |        |                   |                              | 2                            | Rusland                      | 1            |              |                       |                       |                       |

1 Vanwege een tekort aan wind werd besloten dat de finale een beste uit drie werd.

2 De races om de vijfde tot en met de achtste plek werden niet gehouden in verband met een tekort aan wind. Er werd besloten dat de volgorde in de knock-outfase beslissend zou zijn.

### Einduitslag
| Rang   | Land      |   | Rang             | Land             |            | Rang | Land          |
| ------ | --------- | - | ---------------- | ---------------- | ---------- | ---- | ------------- |
| Goud   | Spanje    |   | 5                | Verenigde Staten |            | 9    | Nieuw-Zeeland |
| Zilver | Australië | 6 | Frankrijk        | 10               | Denemarken |      |               |
| Brons  | Finland   | 7 | Groot-Brittannië | 11               | Portugal   |      |               |
| 4      | Rusland   | 8 | Nederland        | 12               | Zweden     |      |               |